# IX Brigada Antiaérea
La IX Brigada Antiaérea (Flak-Brigade IX) fue una unidad de la Luftwaffe durante la Segunda Guerra Mundial.

## Historia
Fue formada el 1 de abril de 1941 en Voisin, cerca de Rambouillet desde la 129° Regimiento Antiaéreo. El 22 de septiembre de 1941 es reasignada a la 12° División Antiaérea.

## Comandantes
- Coronel Fritz Grieshammer – (30 de enero de 1941 – 1 de abril de 1941)
- Teniente General Rudolf Eibenstein – (1 de abril de 1941 – 21 de septiembre de 1941)
- Coronel Donald von Alten – (agosto de 1944 – octubre de 1944)
- Coronel Kurt Schwerdtfeger – (7 de febrero de 1945 – mayo de 1945)

## Jefes de Operaciones (Ia)
- Capitán Helmut Britsche – (? – 1945)

## Orden de Batalla
Reformada en julio de 1944 en Stuttgart (como la 9° Brigada Antiaérea) desde el 75° Regimiento Antiaéreo, remplazado a la 20° Brigada Antiaérea. Organización del 1 de agosto de 1944:
- 68° Regimiento Antiaéreo (o) (Grupo Antiaéreo Karlsruhe)
- 96° Regimiento Antiaéreo (o) (Grupo Antiaéreo ?)
- 139° Regimiento Antiaéreo (o) (Grupo Antiaéreo Stuttgart)
- 169° Batallón de Comunicaciones Aérea

El 96° Regimiento Antiaéreo (o) fue disuelto en septiembre de 1944, y fue remplazado por el 130° Regimiento Antiaéreo (o).
En octubre de 1944 es renombrado 28º División Antiaérea.
Reformada en enero de 1945 en Holanda (como la 9° Brigada Antiaérea) desde la 20° Brigada Antiaérea z.b.V. Termina la acción en Huis ter Heide. Renombrado en Holanda hasta el final, y también fue utilizado en combate en tierra.

## Subordinado
| abril de 1941 – septiembre de 1941        | Comando de la Fuerza Aérea Francia Occidental |
| julio de 1944 – 6 de septiembre de 1944   | VII Comando Adminstrativo Aéreo               |
| 6 de septiembre de 1944 – octubre de 1944 | V Comando Administrativo Aéreo                |
| enero de 1945 – 10 de febrero de 1945     | 16° División Antiaérea                        |
| 10 de febrero de 1945 – mayo de 1945      | VI Cuerpo Antiaéreo                           |